# Tournoi des 4 2018
El Tournoi des 4 2018 (En francés: Torneo de Cuatro Naciones) fue un torneo de fútbol realizado en Fort-de-France, Martinica, del 5 al 7 de junio de 2018.
La competición fue anunciada en enero de 2018 y contó con los primeros partidos de la selección de Córcega fuera de Europa.

## Participantes
- Martinica
- Córcega
- Guayana Francesa
- Guadalupe

## Partidos

### Semifinales
| 5 de junio de 2018 | Guadalupe | 0-3     | Córcega                | Estadio Pierre Aliker, Fort-de-France |                              |
| 18:30              |           | Reporte | Mandrichi 1', 55', 79' | Árbitro(s): Hugues Nirennold          | Árbitro(s): Hugues Nirennold |

| 5 de junio de 2018 | Martinica                                   | 3-0     | Guayana Francesa | Estadio Pierre Aliker, Fort-de-France |                            |
| 20:30              | Mickaël Biron 29', 40' · Daniel Hérelle 32' | Reporte |                  | Árbitro(s): Jacky Peroumal            | Árbitro(s): Jacky Peroumal |

### Disputa de tercero lugar
| 7 de junio de 2018 | Guadalupe | 0-2     | Guayana Francesa                     | Estadio Pierre Aliker, Fort-de-France |                            |
| 18:30              |           | Reporte | Rhudy Evens 16' · Joffrey Torvic 54' | Árbitro(s): Joffrey Torvic            | Árbitro(s): Joffrey Torvic |

### Final
| 7 de junio de 2018 | Martinica                                                                                                 | 5-1     | Córcega       | Estadio Pierre Aliker, Fort-de-France |                              |
| 20:30              | Stéphane Abaul 9' · Wesley Jobello 40' · Yann Thimon 45+1' (pen.) · Bruno Grougi 66' · Grégory Pastel 88' | Reporte | Mandrichi 74' | Árbitro(s): François Merille          | Árbitro(s): François Merille |

### Campeón
| Tournoi des 4 2018   |
| -------------------- |
| Bandera de Martinica |
| Martinica            |

## Goleadores
| 4 goles - Mandrichi | 2 goles - Mickaël Biron | 1 gol - Daniel Hérelle - Yann Thimon - Stéphane Abaul - Wesley Jobello - Bruno Grougi - Grégory Pastel - Rhudy Evens - Joffrey Torvic |